# Mech-X4
Mech-X4 este un serial de televiziune american de comedie de ficțiune creat de Steve Marmel, care a fost difuzat pe Disney Channel în perioada 11 noiembrie - 4 decembrie 2016, și pe Disney XD din 17 aprilie 2017 până pe 20 august 2018. Din distribuție fac parte Nathaniel Potvin, Raymond Cham, Kamran Lucas, Pearce Joza și Alyssa Jirrels
În Romania s-a difuzat în 2019 pe Disney Channel România.

## Episoade

### Sezonul 1
E01-02. Îi spunem MECH-X4 !
E03. Să luăm niște aer !
E04. Deschidem inima monstrului
E05. Hai să fim nătărăi ! 
E06. Să supraviețuim în pădure !
E07. Să ne luăm robotul înapoi !
E08. Să-l prindem pe omul rău !
E09. Hai să ne vedem de-ale noastre !
E10. Să obținem niște răspunsuri !
E11. Să mergem prin cluburi !
E12. Să-l salvăm pe Leo !
E13. Să săpăm mai adânc !
E14. Să distrugem niște gel !
E15. Să terminăm odată partea I
E16. Să terminăm odată partea a II-a